# Wilhelm Zahn (Künstler)
Wilhelm Johann Karl Zahn (* 21. August 1800 in Rodenberg; † 22. August 1871 in Berlin) war ein deutscher Dekorationsmaler, Architekt und Ornamentforscher.

## Leben

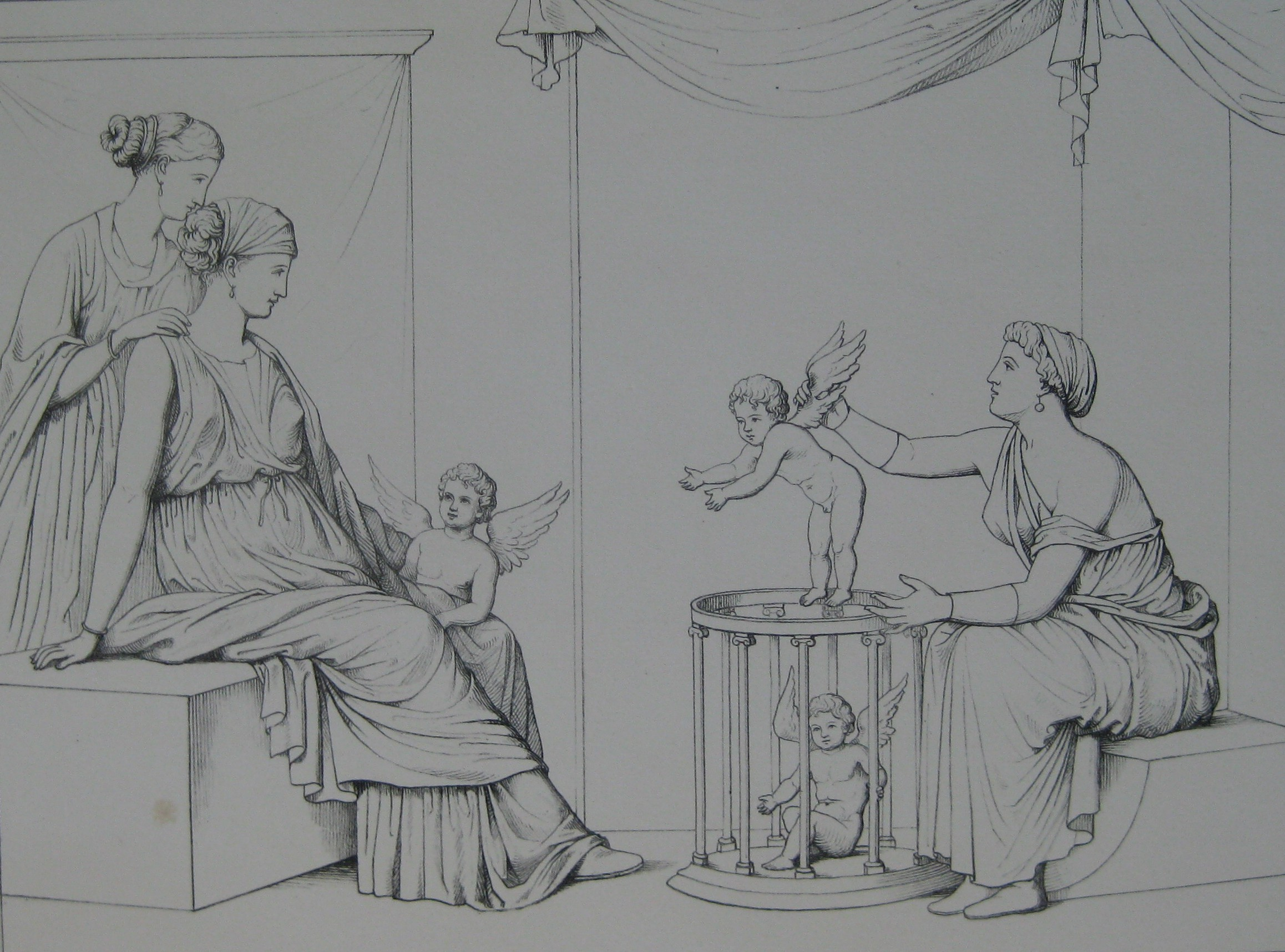
Die Amorettenhändlerin, farbiges Fresko aus Stabiae bei Pompeji, jetzt Neapel, Museo Nazionale, Lithografie aus Zahns Publikation Die schönsten Ornamente und merkwürdigsten Gemälde aus Pompeji, Herculanum und Stabiae …

Zahn erhielt in Kassel Unterricht in Architektur und Malerei bei Andreas Range und Sebastian Weygandt. Darüber hinaus lernte er bei Oberbaudirektor Heinrich Christoph Jussow. Um 1823/24 war er in Paris, gemeinsam mit seinem Bruder Georg und Johann Wilhelm Nahl. Er besuchte die Ateliers von Jean-Victor Bertin und Antoine-Jean Gros. Im Anschluss an seinen Aufenthalt in Paris verbrachte er von 1824 an drei Jahre in Italien, insbesondere in Pompeji, wo er zahlreiche Durchzeichnungen von Wandfresken in den Ruinen und im Museum anfertigte. Nach seiner Rückkehr aus Italien verschaffte ihm Johann Wolfgang von Goethe Beziehungen in die höchsten Kreise der Kultur und Politik. Er wurde 1829 königlich preußischer Professor und Patent-Architekt.
Sein von 1828 bis 1830 beim Verlag Reimer herausgegebenes Mappenwerk „Die schönsten Ornamente und merkwürdigsten Gemälde aus Pompeji, Herculanum und Stabiae“ mit 100 Tafeln, darunter zahlreiche farbig gedruckt, brachte für die Farblithografie den wirtschaftlichen Durchbruch. Später setzte er die erfolgreiche Publikation mit zwei weiteren Bänden gleichen Umfangs fort. Daneben brachte er epochenübergreifende Vorlagenwerke mit Ornamenten heraus. Im Mittelpunkt seines Forschungsinteresses stand, Vorlagen für Kunst und Kunsthandwerk zu gewinnen. Mit zunehmender Verwissenschaftlichung der Erforschung der Antike und anderer Kunstepochen wurde seinen Publikationen daher weniger Bedeutung beigemessen, haben aber wegen des Verblassens der Originale in vielen Fällen dokumentarischen Wert.

## Werke
- Dekorationen in Pariser Theatern, Verbleib unbekannt (Schasler 1863, S. 210)
- Landschaft nach Claude Joseph Vernet, Verbleib unbekannt (Hannover, StA).

## Schriften
- Neu entdeckte Wandgemälde in Pompeji gezeichnet von W. Zahn. J. G. Cotta, München 1828 (arachne.uni-koeln.de).
- Die schönsten Ornamente und merkwürdigsten Gemälde aus Pompeji, Herculanum und Stabiae: nach einigen Grundrissen und Ansichten nach den an Ort und Stelle gemachten Originalzeichnungen. Reimer, Berlin (digi.ub.uni-heidelberg.de – 1828–1830; später als 1. Folge gezählt).
- Die schönsten Ornamente und merkwürdigsten Gemälde aus Pompeji, Herculanum und Stabiae nach den an Ort und Stelle gemachten Originalzeichnungen. 2. Folge. Reimer, Berlin (digi.ub.uni-heidelberg.de – 1842–1844).
- Die schönsten Ornamente und merkwürdigsten Gemälde aus Pompeji, Herculanum und Stabiae nach den an Ort und Stelle gemachten Original-Zeichnungen. 3. Folge. Reimer, Berlin (digi.ub.uni-heidelberg.de – 1852–1859).
- Auserlesene Verzierungen aus dem Gesammtgebiet der bildenden Kunst. Reimer, Berlin (data.onb.ac.at = books.google.de – 1842–1844; 5 Hefte mit 25 Tafeln).
- Ornamente aller klassischen Kunst-Epochen nach den Originalen in ihren eigenthümlichen Farben. Reimer, Berlin, urn:nbn:de:gbv:wim2-g-1036677 (1832–1848; 20 Hefte mit 100 Tafeln).
  - 2. Auflage 1853
  - 3. Auflage 1870 Digitalisat – Internet Archive